# 姫路市立白浜小学校
姫路市立白浜小学校（ひめじしりつ しらはましょうがっこう）は、兵庫県姫路市白浜町に所在する公立小学校。

## 沿革
- 1872年（明治5年） - 松原村に立業校、成身校を設立。
- 1874年（明治7年）5月 - 立業校と成身校を合併し、粟生小学校となる。
- 1876年（明治9年）6月 - 南何校と潤徳校を合併。
- 1876年（明治19年）7月 - 粟生尋常小学校と白浜簡易小学校を設置。
- 1888年（明治21年）4月 - 白浜村立粟生小学校と改称。
- 1891年（明治24年）4月 - 白浜簡易小学校を合併。
- 1912年（明治45年）4月 - 白浜村立粟生尋常高等小学校と改称。
- 1936年（昭和11年）4月 - 白浜町立粟生尋常高等小学校と改称。
- 1941年（昭和16年）4月 - 白浜町立粟生国民学校と改称。
- 1947年（昭和22年）4月 - 姫路市立粟生小学校と改称。
- 1961年（昭和36年）4月 - 姫路市立白浜小学校と改称[1]。
- 2023年（令和5年）5月 - 姫路市立白浜小学校が創立150周年。

## 通学区域
- 白浜町、白浜町神田一丁目、白浜町神田二丁目、白浜町寺家一丁目、白浜町寺家二丁目、白浜町灘浜、白浜町宇佐崎中一丁目、白浜町宇佐崎中二丁目、白浜町宇佐崎中三丁目、白浜町宇佐崎南一丁目、白浜町宇佐崎南二丁目、白浜町宇佐崎北一丁目、白浜町宇佐崎北二丁目、白浜町宇佐崎北三丁目[2]

※卒業後は基本的に姫路市立灘中学校に進学する。

## 借地問題
白浜小学校は敷地の約1/8（約2100平方メートル）を付近に所在する松原八幡神社から明治5年の開校時より150年近くにわたって貸借している。近年の借地料は年間500万円計上されており、姫路市は記録の残る平成3年から令和3年まで約1億4000万円を支払ったとしている。市はこれまでも同神社と購入交渉を行ってきたが、至らないでいる。

## 著名な出身者
- 内海崇（お笑い芸人、ミルクボーイ）

## 通学区域が隣接している学校
- 姫路市立八木小学校
- 姫路市立糸引小学校
- 姫路市立妻鹿小学校